# Tashi Wangdi
Tashi Wangdi (en tibetano: བཀྲ་ཤིས་དབང་འདུས་, wylie: Bkra-shis Dbang-'dus) (Reino del Tibet, 15 de abril de 1947-1 de mayo de 2025) fue un político tibetano. Representante del líder espiritual el dalái lama en las Américas. 

## Biografía
Ha formado parte de la mayoría de gabinetes del gobierno tibetano en el exilio desde 1966 habiendo sido Kalon (ministro) de cultura y religión, educación, interior, seguridad, salud y relaciones internacionales. Antes de ser representante para América fue representante del dalái lama ante Nueva Dheli, capital de India.